# Zr.Ms. Van Amstel (1993)
De Zr.Ms. Van Amstel (F 831) is een Nederlands fregat van de Karel Doormanklasse, gebouwd door de scheepswerf Koninklijke Maatschappij De Schelde uit Vlissingen. Het schip is vernoemd naar de Nederlandse commandeur Jan van Amstel.
Nadat het schip heeft deelgenomen aan operatie Enduring Freedom keerde de Van Amstel samen met de Abraham van der Hulst, op 5 juli 2002 terug in de haven van Den Helder. Gedurende operatie Enduring Freedom verzamelden de twee fregatten informatie en werden marineschepen geëscorteerd in en rondom de Arabische Golf.

## Zie ook

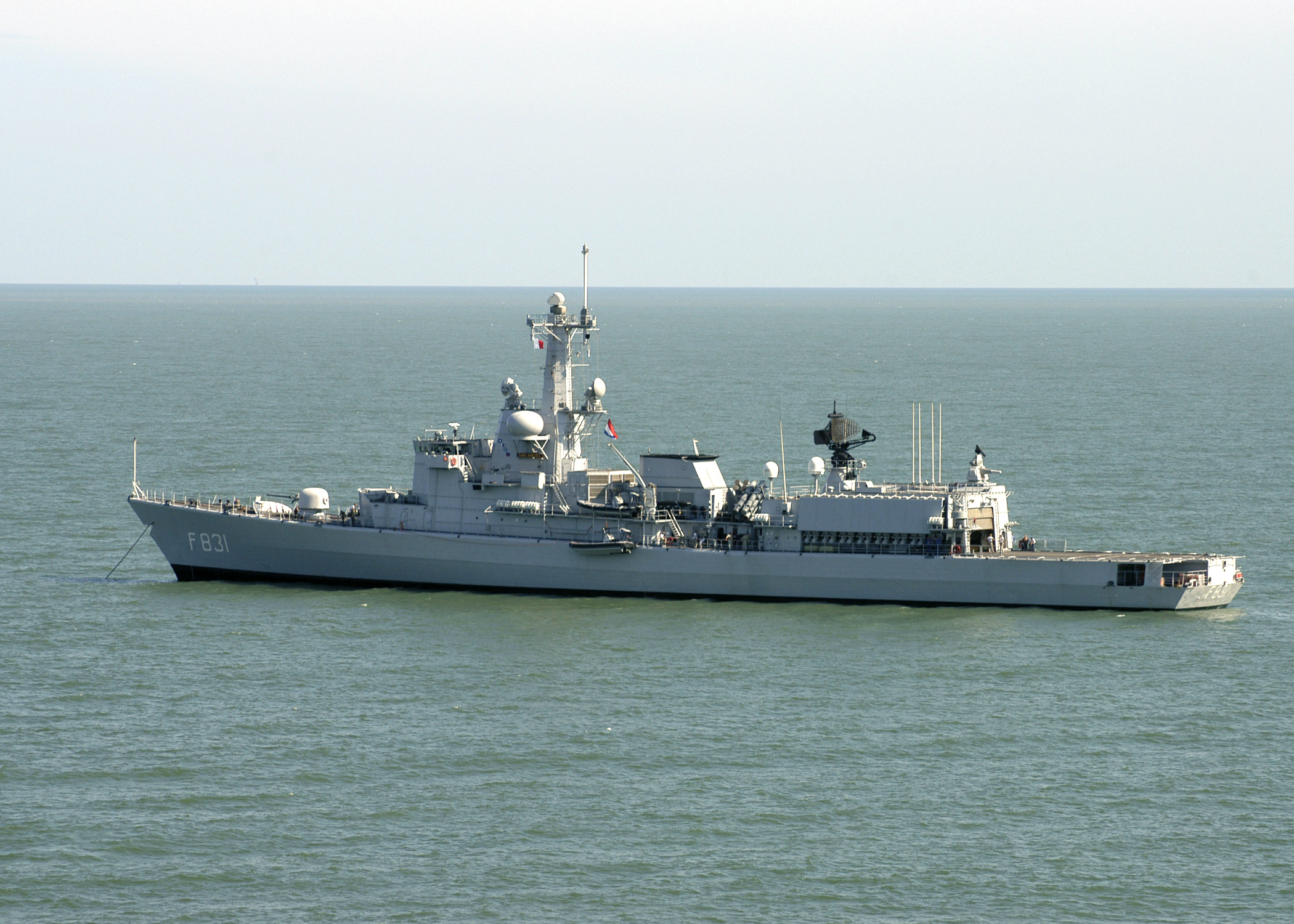
Van Amstel, September 2005 in de Golf van Mexico